# Stenocercus percultus
Stenocercus percultus este o specie de șopârle din genul Stenocercus, familia Tropiduridae, descrisă de Cadle 1991.
Este endemică în Peru. Conform Catalogue of Life specia Stenocercus percultus nu are subspecii cunoscute.